# Hermasz pásztora
Hermasz pásztora, vagy csak röviden a Pásztor (ógörögül: Ποιμὴν τοῦ Ἑρμᾶ, latinul: Hermae Pastor) egy újszövetségi apokrif irat. 
Bár a mű görögül íródott, sokáig csak latin fordítása volt ismert.

## Szerzősége
2. századi keresztény írás. Kijelentése alapján a szerző római Kelemen (valószínűleg I. Kelemen) a kortársa. A Muratori-töredék, az újszövetségi írások legrégebbi (kb. 170) fennmaradt listája azonban azt állítja, hogy I. Piusz pápa testvére volt és a Pásztorban található belső bizonyítékok e későbbi dátumot támasztják alá.
A szerző Hermasz, csak e műben közölt önéletrajzi részletek alapján ismert. A rabszolgaságban levő keresztény, aki megkapta a szabadságát, gazdag kereskedő lett, elvesztette vagyonát, és bűnbánatot gyakorolt a múltbeli bűneiért.

## A Pásztor
A Pásztor több részből álló mű. Az első részben látomásokat, a másodikban Isteni parancsokat, a harmadikban hasonlatokat tartalmaz. Címét a II. és III. részben szereplő angyalról kapta, aki pásztori alakban közli tanításait Hermasszal. 

## Hatása
A patrisztikus irodalom fontos darabja, Iréneusz, Alexandriai Kelemen , Órigenész és Tertullianus szent írásnak tekintette.  A Muratori-töredék azonban tagadta, hogy ihletett volna, és Jeromos kijelentette, hogy a nyugati egyházban nagyon kevesen ismerték.
A keleti egyházban sokkal népszerűbb művet a görög Biblia 4. századi Codex Sinaiticus tartalmazza.
Több gyülekezetben a Biblia mellett olvasmányként tartották számon, néhol pedig az újszövetségi bibliai kánon részévé is igyekeztek tenni.
I. Geláz pápa (p. 492–496) nem ismerte el a bibliai kánon részének a Pásztort.

## Magyarul megjelent
- Hermasz: A Pásztor IN: Apostoli atyák, Szent István Társulat, Budapest, 1980, ISBN 963-360-371-4, 251–302. o. elektronikus elérés
- Egyéb elektronikus elérés: http://churchofgod.hu/